# دخوو
دخوو (به لهستانی:  Dychów) یک روستا در لهستان است که در گمینا بوبروویتسه واقع شده‌است. دخوو ۶۵۳ نفر جمعیت دارد.